# 余芊慧
余 芊慧（よ せんけい、ユー・チエンフイ、英語: Yu Chien-hui、1995年5月8日 - ）は、台湾の女子バドミントン選手。

## 経歴
女子ダブルスでは宋碩芸とペアを組み世界ランクは最高13位まで到達。
2024年のハイロ・オープンで優勝。